# Параштитна жлезда
Параштитне жлезде су скуп од четири (ређе три) епителне, ендокрине жлезде тј. жлезда са унутрашњим лучењем које се налазе уз задњу страну штитне жлезде (тиреоидне). Утичу на повећање јона калцијума у крви и активира витамин Д. Без њих нема живота јер регулишу калцијум у костима, те су битне за моторне способности. Регулишу калцијум и фосфор у организму, луче парат хормон, учествују тако у развоју костију и зуба и стварању витамина Д. Код смањеног лучења хормона ове жлезде долази до појаве рахитиса односно поремећаја у развоју костију.
Ове жлезде су оводиног или облика сочива, има их две горње и две доње (лат. glandula parathyreoidea superior (dextra et sinistra) et glandula parathyreoidea inferior (dextra et sinistra)). Горње се налазе у висини лука прстенасте хрскавице гркљана, а упоље од повратног гркљанског живца (лат. n. laryngeusa reccurens). Док се доње налазе испод и споља горњих, положај им је нешто несталнији, али најчешће је у питању место иза базе одговарајућег режња штитне жлезде, у завршној рачви доње штитасте артерије (лат. a. thyreoidea inferior). Обавијене су фасцијом штитне жлезде, па се тешко разликују од околног ткива и при одстрањењу штитне жлезде постоји опасност од уклањања и параштитних жлезди. 

## Судови и живци
Артерије потичу од доње штитне артерије (лат. a. thyreoidea inferior). Вене и лимфни судови су исти као и код штитне (у сливу горње шупље вене, а лимфни чворови су дубоки вратни и предњи медијастинални). 
Инервација потиче од вагуса (лат. n. vagus) тј. преко повратног и горњег гркљанског живца (лат. n. laryngeus reccurens et n. laryngeus superior).